# Tom Burlinson
Tom Burlinson (Toronto, Ontario, 14 de febrero de 1956) es un actor y presentador de televisión nacido en Canadá con nacionalidad australiana, reconocido principalmente por su papel protagónico en la polémica película de Paul Verhoeven Flesh and Blood, donde interpretó el papel de Steven, el hijo de un señor feudal, y por su papel principal en la película australiana The Man from Snowy River, donde encarnó a Jim Craig.

## Filmografía

### Cine y televisión
- The Restless Years (1977–79)
- Kirby's Company (1977)
- Yes. What! (1978)
- Glenview High (1978)
- Skyways (1979)
- Cop Shop (1980–81)
- Revenge (1981)
- The Man from Snowy River (1982)
- Phar Lap: Heart of a Nation (1983)[3]
- 20,000 Leagues Under the Sea (1985)
- Flesh and Blood (1985)
- King Solomon's Mines (1986)
- Kidnapped (1986)
- The Hunchback of Notre Dame (1986)
- Windrider (1986)
- The Time Guardian (1987)
- The Man from Snowy River II (1988)
- Piece of Cake (1988)
- Landsline (1990)
- Showdown at Williams Creek (1990)
- G.P. (1995)
- The Way to Dusty Death (1996)
- The Night We Called It a Day (2003) - voz
- The Cup (2011)